# Annamaria Giacometti
Annamaria Giacometti (Milano, 4 novembre 1973) è un'ex schermitrice italiana, specializzata nel fioretto. Ha vinto due medaglie d'oro ai Campionati mondiali di scherma. Fa parte della trionfale spedizione azzurra che vince l'Oro nel Fioretto a squadre all'Olimpiade di Sydney 2000.

## Palmarès
In carriera ha conseguito i seguenti risultati:
 Mondiali 
Individuale
- 6ª classificata nel fioretto a La Chaux de Fonds 1998

A squadre
- Oro nel fioretto a Città del Capo 1997
- Oro nel fioretto a La Chaux de Fonds 1998

Europei
Individuale
- Bronzo nel fioretto a Bolzano 1999

A squadre
- Oro nel fioretto a Bolzano 1999
- Bronzo nel fioretto a Plovdiv 1998

 Giochi del Mediterraneo 
Individuale
- Argento nel fioretto a Bari 1997

 Universiadi 
Individuale
- Argento nel fioretto a Buffalo 1993
- Argento nel fioretto a Sicilia 1997
- Bronzo nel fioretto a Fukuoka 1995

A squadre
- Oro nel fioretto a Buffalo 1993
- Argento nel fioretto a Fukuoka 1995
- Argento nel fioretto a Sicilia 1997

 Coppa del mondo 
Classifica individuale
- 1996-1997 - 4ª classificata nella classifica generale del fioretto

Classifica a squadre
 Altri risultati 
Mondiali giovani
Individuale
- Bronzo nel fioretto a Denver 1993

A squadre
Europei giovani
Individuale
- Bronzo nel fioretto a Innsbruck 1992

A squadre
,*
- 1991: Campionessa Italiana cat. Giovani
- 1992: secondo posto nella classifica finale di Coppa del Mondo under 20
- 1993: bronzo individuale ai Mondiali under 20 e secondo posto nella classifica finale di Coppa del Mondo under 20

## Onorificenze
- Medaglia d'oro al Valore Sportivo, Mondiali a squadre 1998